# Замок Фройндсберг
Замок Фройндсберг (нем. Burg Freundsberg или нем. Schloss Freundsberg) — средневековый замок, расположенный на территории тирольского города Швац, в одноимённом округе. Замок был заложен по заказу аристократической семьи Фройндсберг в 1150 году — на вершине крутого холма, примерно на высоте в 170 м над уровнем долины реки Инн.

## История
Первоначально замок представлял собой пятиэтажную жилую башню высотой в 28 м, которая сохранилась до наших дней; в ней можно увидеть фрагменты оригинальных фресок. Первая часовня, посвященная Святому Кресту и Святой Марии, была освящена 23 ноября 1176 года папским легатом, архиепископом Майнца Конрадом фон Виттельсбахом. В 1467 году замок был продан эрцгерцогу Австрии Сигизмунду, который в последующие годы перестроил его и переименовал в «Sigmundsruh». С 1634 по 1637 год на территории замка был построен придворных храм в стиле позднего ренессанса. С 1812 года замок находится во владении города Швац: в 1966 году комплекс зданий был отреставрирован. С 1948 года замковые помещения служат для размещения городского музея.